# Jimperding Pool
Der Jimperding Pool ist ein See im Südwesten des australischen Bundesstaates Western Australia. 
Der See liegt im Verlauf des Avon River ca. 10 km westlich von Toodyay.